# Zimmergalerie Franck
Die Zimmergalerie Franck, auch Zimmergalerie Klaus Franck oder einfach Galerie Franck, war ein Ausstellungsort für gestische Malerei und die neue expressive Abstraktion in den Künsten nach 1945. Der Versicherungskaufmann, Galerist und Maler Klaus Franck (1906–1997) gründete sie 1949 in seiner Zweizimmerwohnung in der Böhmerstraße 7 im Frankfurter Westend.

## Gründung und Ziele
Die erste Ausstellung eröffnete Klaus Franck am 24. Juni 1949 mit Arbeiten von Georg Heck, Heinz Kreutz, Erich Martin, Siegfried Reich an der Stolpe, Louise Rösler, Hans-Christoph Schmolck und Bernard Schultze. Leo Maria Faerber (1900–1962), Kulturredakteur beim Hessischen Rundfunk, hielt die Eröffnungsrede.
Siegfried Reich an der Stolpe beschrieb die Tätigkeit der Zimmergalerie Franck 1949 mit den Worten: „Die zimmergalerie wird neben den Ausstellungen auch Vorträge, Diskussionen, Zusammenkünfte, literarische und musikalische Veranstaltungen und Veröffentlichungen bringen, die die Beziehung zur modernen Malerei aufzeigen. (…) Die zimmergalerie sieht ihre Aufgabe in der Förderung und Erweiterung der Beziehung vom Künstler zum Publikum, zum Kritiker, zum Kunstwissenschaftler, zum Verleger und zu den Galerien.“

## Ausstellungen und Veranstaltungen
Als Geburtsstunde des deutschen Informel gilt die von Franck kuratierte Ausstellung „Neuexpressionisten“, die am 11. Dezember 1952 in der Zimmergalerie eröffnet wurde. Der Künstler René Hinds (1912–1972) prägte für die beteiligten Künstler Heinz Kreutz, Bernard Schultze, Otto Greis und Karl Otto Götz den Begriff Quadriga, unter dem sie bekannt und international berühmt wurden.
In den ersten zehn Jahren ihres Bestehens stellte Franck 127 in- und ausländische Künstlerinnen und Künstler in insgesamt 122 Ausstellungen aus und veranstaltete Lese- und Diskussionsabende. Die Zimmergalerie Franck war in jenen Jahren ein Ort inhaltlichen Austauschs und ein Treffpunkt von Avantgardekünstlern und kulturell interessierten Bürgerinnen und Bürger, die dort auch neue Musik und neue Filme kennenlernten.

## Wirkung und Ende
1954 zog die Zimmergalerie Franck in das Dachgeschoss des Hauses Vilbeler Straße 29 in der Innenstadt von Frankfurt um. Wenn der Platz dort nicht ausreichte, wich er mit den Ausstellungen in den Schwanensaal des Römers oder ins Karmeliterkloster aus. Nachdem der Eigentümer des Hauses Eigenbedarf angemeldet hatte, wurde die Zimmergalerie Franck 1961 geschlossen.
Als „nebenberuflicher“ Galerist leistete Klaus Franck in den 1950er Jahren eine wichtige Pionierarbeit für die Entwicklung der modernen Kunst in Deutschland. Auf der Documenta II 1959 waren 25 Künstler der Zimmergalerie Franck vertreten.